# Last Time I Saw Him (canción)
«Last Time I Saw Him» es una canción de la cantante estadounidense Diana Ross. Fue publicada el 6 de diciembre de 1973 por Motown Records como el sencillo principal de su quinto álbum de estudio del mismo nombre.

## Recepción de la crítica
Un escritor no especificado de la revista Blues & Soul declaró: “Dirigido de manera justa a las listas de éxitos pop y, aunque las ventas de R&B serán casi inexistentes, esto debe ser lo más cercano posible a un éxito pop garantizado. Tiene todo lo que la gente de la radio necesita y la difusión debería ser fantástica. ¡Ciertamente tiene un atractivo agradable incluso si es cursi”. Un escritor no especificado de la revista Billboard señaló que “Diana canta en voz baja sobre un hombre ‘que está atado a un Greyhound’ con un arreglo que fusiona el banjo y un sentimiento feliz de casi dos tiempos”. Un escritor no especificado de la revista Record World le otorgó el certificado de “Hit of the Week”, y lo describió como “rag rock à la Dawn”.

## Lista de canciones
| US 7-inch single |                       |                                         |                |          |  |
| N.º              | Título                | Escritor(es)                            | Productor(es)  | Duración |  |
| 1.               | «Last Time I Saw Him» | Michael Masser Pam Sawyer               | Michael Masser | 2:49     |  |
| 2.               | «Save the Children»   | Marvin Gaye Al Cleveland Renaldo Benson | Diana Ross     | 3:30     |  |

| UK 7-inch single |                            |                |                         |          |  |
| N.º              | Título                     | Escritor(es)   | Productor(es)           | Duración |  |
| 1.               | «Last Time I Saw Him»      | Masser Sawyer  | Michael Masser          | 2:49     |  |
| 2.               | «Everything Is Everything» | Margaret Gordy | Hal Davis Deke Richards | 2:30     |  |

## Posicionamiento

### Gráfica semanal
| Gráfica (1974)                              | Pico de posición |
| ------------------------------------------- | ---------------- |
| Australia (Kent Music Report)               | 18               |
| Canadá (RPM Top Singles)                    | 8                |
| Canadá (RPM Pop Music Playlist)             | 50               |
| Estados Unidos (Billboard Hot 100)          | 14               |
| Estados Unidos (Billboard Easy Listening)   | 1                |
| Estados Unidos (Billboard Hot Soul Singles) | 15               |
| Nueva Zelanda (Lever Hit Parade)            | 18               |
| Reino Unido (UK Albums Chart)               | 35               |

### Gráfica de fin de año
| Gráfica (1974)                            | Pico de posición |
| ----------------------------------------- | ---------------- |
| Australia (Kent Music Report)             | 156              |
| Canadá (RPM Top Singles)                  | 86               |
| Estados Unidos (Billboard Easy Listening) | 1                |